# Керкион
Керкион (на гръцки: Κερκυών) в древногръцката митология е разбойник, син на Посейдон и нимфата Аргиопа, или на Хефест. Бил цар на Елевзин и се славел със своята сила.
Баща е на Алопа и Хипофой. Погребва жива своята дъщеря Алопа, когато разбира за нейната любовна връзка с Посейдон.
Бил известен с това, че срещайки пътници на пътя между Елевзин и Мегара ги заставял да се бият с него и ги убивал.
Загива от ръката на идващия в Атина, за да намери своя баща Тезей, който го победил не само с физическа превъзходство, но и с умения, които поставили началото на изкуството на борбата.